# Tiro com arco nos Jogos Pan-Americanos de 2015
As competições de tiro com arco nos Jogos Pan-Americanos de 2015 foram realizadas no Varsity Stadium, em Toronto, entre 14 e 18 de julho. Foram disputadas provas no individual e por equipes tanto no masculino quanto no feminino, num total de quatro eventos com distribuição de medalhas.

## Calendário
| Julho         | 7 | 8 | 9 | 10 | 11 | 12 | 13 | 14 | 15 | 16 | 17 | 18 | 19 | 20 | 21 | 22 | 23 | 24 | 25 | 26 |
| ------------- | - | - | - | -- | -- | -- | -- | -- | -- | -- | -- | -- | -- | -- | -- | -- | -- | -- | -- | -- |
| Tiro com arco |   |   |   |    |    |    |    |    |    |    | 2  | 2  |    |    |    |    |    |    |    |    |

|  | Dia de competição |  | Dia de final |

## Medalhistas
Masculino
| Evento              | Ouro                                                       | Prata                                                           | Bronze                                                               |
| ------------------- | ---------------------------------------------------------- | --------------------------------------------------------------- | -------------------------------------------------------------------- |
| Individual detalhes | Luis Álvarez MEX México                                    | Brady Ellison USA Estados Unidos                                | Jay Lyon CAN Canadá                                                  |
| Equipes detalhes    | Luis Álvarez Ernesto Boardman Juan René Serrano MEX México | Zach Garrett Collin Klimitchek Brady Ellison USA Estados Unidos | Marcus Vinicius D'Almeida Daniel Xavier Bernardo Oliveira BRA Brasil |

Feminino
| Evento              | Ouro                                                          | Prata                                                   | Bronze                                                            |
| ------------------- | ------------------------------------------------------------- | ------------------------------------------------------- | ----------------------------------------------------------------- |
| Individual detalhes | Khatuna Lorig USA Estados Unidos                              | Ana María Rendón COL Colômbia                           | Karla Hinojosa MEX México                                         |
| Equipes detalhes    | Natalia Sánchez Ana María Rendón Maira Sepúlveda COL Colômbia | Alejandra Valencia Aída Román Karla Hinojosa MEX México | Khatuna Lorig Ariel Gibilaro La Nola Pritchard USA Estados Unidos |

## Quadro de medalhas
| Ordem | País               | Medalha de ouro | Medalha de prata | Medalha de bronze |    |
| ----- | ------------------ | --------------- | ---------------- | ----------------- | -- |
| 1     | MEX México         | 2               | 1                | 1                 | 4  |
| 2     | USA Estados Unidos | 1               | 2                | 1                 | 4  |
| 3     | COL Colômbia       | 1               | 1                |                   | 2  |
| 4     | BRA Brasil         |                 |                  | 1                 | 1  |
|       | CAN Canadá         |                 |                  | 1                 | 1  |
| TOTAL | TOTAL              | 4               | 4                | 4                 | 12 |